# Saint-Martin-le-Hébert

Saint-Martin-le-Hébert este o comună în departamentul Manche, Franța. În 1 ianuarie 2018 avea o populație de 167 de locuitori.